# Nintendo Switch Sports
Nintendo Switch Sports (ニンテンドースイッチスポーツ?, Nintendō Suitchi Supōtsu) è un videogioco di simulazione sportiva, sviluppato da Nintendo EPD e pubblicato da Nintendo il 29 aprile 2022 per Nintendo Switch. È il successore spirituale di Wii Sports del 2006 e il primo capitolo della serie a non utilizzare più il marchio Wii.
Il videogioco è stato accolto abbastanza positivamente da parte della critica, venendo elogiate alcune meccaniche, ma venendo criticata la modalità a giocatore singolo. A marzo 2025, Nintendo Switch Sports ha venduto un totale di 16,27 milioni di copie, diventando uno dei videogiochi più venduti sulla console.

## Ambientazione

Logo di Spocco Square

Nintendo Switch Sports è ambientato in un location immaginaria chiamata "Spocco Square". In tale location vi sono 8 diversi edifici dove si pratica uno degli otto sport disponibili.
Oltre ai Mii, è possibile usare i nuovi avatar "Sportsmates", i quali presentano capelli e volti più dettagliati, insieme a braccia e gambe.

## Modalità di gioco

Screenshot dal videogioco durante una partita online di pallavolo, uno dei nuovi sport introdotti in questo capitolo

Nintendo Switch Sports è un videogioco di simulazione sportiva. Come nei precedenti Wii Sports e Wii Sports Resort, sono presenti le discipline sportive del tennis, bowling e chanbara. Ne sono state anche aggiunte di nuove, ovvero: calcio, pallavolo e badminton. Sono stati aggiunti successivamente altri due sport di titoli precedenti attraverso aggiornamenti gratuiti: golf il 29 novembre 2022 e pallacanestro il 10 luglio 2024.
Il giocatore utilizza il Joy-Con in modo simile ai precedenti capitoli della serie, posizionandosi e muovendosi come nello sport scelto. I sensori di giroscopio dei Joy-Con vengono utilizzati per simulare i movimenti, in modo simile all'utilizzo del Telecomando Wii, e talvolta del Nunchuck, nei precedenti giochi. Nella modalità calcio è possibile utilizzare la fascia per la gamba per riporre il Joy-Con, già presente in Ring Fit Adventure, che è anche inclusa con l'acquisto della copia fisica del gioco.
Il gioco ha sia modalità multigiocatore locale che online. Per la versione locale il numero di giocatori può arrivare fino a 4 contemporaneamente sulla stessa console, in modo simile ai precedenti capitoli della serie. Per la modalità multigiocatore online Il gioco fa uso delle funzionalità Nintendo Switch Online con amici o utenti casuali in tutto il mondo.

## Sviluppo
Yoshiaki Koizumi, il vicedirettore generale di Nintendo Entertainment Planning & Development, contattò Yoshikazu Yamashita, il game director di Wii Sports e Wii Sports Resort, per chiedergli di produrre un nuovo capitolo della serie Wii Sports per Nintendo Switch. Venne chiamato anche Takayuki Shimamura, altro game director della serie Wii Sports, che ritornò come produttore. Secondo Yamashita, il 90% degli sviluppatori era composto da nuovi membri che non avevano sviluppato i precedenti titoli.
L'annunciatrice del gioco è doppiata in italiano da Fabrizia Albertoni.
Nel settembre 2022, Nintendo annunciò che sarebbe stato aggiunto il golf al gioco verso l'autunno, ma venne rimandato all'inverno. Nell'ottobre 2022, un aggiornamento che avrebbe dovuto prevenire i trucchi e altri imbrogli, causò il crash del gioco sia in modalità offline che online, costringendo l'azienda a ritirare l'aggiornamento e chiudere temporaneamente i server per trovare una soluzione.

### Promozione
Il gioco è stato annunciato nel Nintendo Direct del 9 febbraio 2022. Dal 18 al 20 febbraio 2022 è stata distribuita una demo free-to-play online, rivolto a tutti gli abbonati Nintendo Switch Online previa iscrizione sul sito ufficiale Nintendo.

## Accoglienza
| Testata                              | Giudizio |
| ------------------------------------ | -------- |
| Metacritic (media al 13 giugno 2025) | 72/100   |
| Destructoid                          | 7/10     |
| Game Informer                        | 7,5/10   |
| GameSpot                             | 7/10     |
| GamesRadar+                          | 7/10     |
| IGN                                  | 7/10     |
| Nintendo Life                        | 6/10     |
| Nintendo World Report                | 8/10     |
| PCMag                                | 3,5/5    |
| Shacknews                            | 8/10     |
| The Guardian                         | 4/5      |

Nintendo Switch Sports ha ricevuto critiche "miste o medie" su Metacritic.
Neal Ronaghan di Nintendo World Report ha elogiato i minigiochi per essere facili da imparare, ma ha criticato il motion control dei Joy-Con, sostenendo che abbia "rimosso un po' di varietà e sottigliezza". Sam Loveridge di GamesRadar+ ha apprezzato il minigioco dedicato al calcio, dicendo che sia "brillantemente caotico quando un altro giocatore in locale si aggiunge alla partita". Nonostante abbia apprezzato come il videogioco sia family-friendly, Keza MacDonald di The Guardian ha criticato pallavolo, affermando che "il ritmo è lento e i movimento troppo evidenti". Alex Donaldson di VG247 ha trovato che i movimenti necessari per ogni minigioco siano abbastanza fedeli allo correspettivo sport, anche se sono solo approssimazioni.
Steven Guisao di Game Informer ha apprezzato i collezionabili del gioco e il loro metodo di collezione, affermando che "questo semplice sistema di progressione mi ha fatto rimanere attivo sul gioco e desideroso di tornare subito in azione".. Al contrario, Chris Carter di Destructoid ha criticato come il gioco si basi troppo sugli elementi online, sostenendo che "tutti i sistemi di ricompensa del videogioco sono direttamente collegati alla modalità online... Per una serie che ha lucrato sul multigiocatore locale, questo è veramente un peccato". A Colin Stevens di IGN gli è piaciuta la flessibilità del badminton, e ha notato l'uso dell'HD Rumble, sostenendo che il Joy-Con dia "un feedback preciso che sono riuscito a sentire nella mia mano ogni volta che la racchetta ha toccato il volano, dando una sensazione come un *ting*". Ash Parrish di The Verge non gli è piaciuta la semplicità degli sport basati sulle racchette, affermando che "i giochi sono divertenti, ma speravo ci fosse qualcosa di più strategico invece di 'muovere il tuo braccio e pregare'". Mihail Klimentov di The Washington Post ha trovato che i partner controllati dal computer rendano pallavolo troppo semplice, sostenendo che "poteva fare qualsiasi cosa per salvarmi. Non penso di aver mai veramente perso a meno che io non abbia completamente mancato un tiro".
Alex Olney di Nintendo Life ha affermato che il gioco soffra di "mancanza di contenuti" oltre gli sport principali, scrivendo che "Se vuoi giocare uno dei sei sport, è perfetto. Ma se vuoi fare qualcos'altro, è più probabile che ti lasci a desiderare". Kurt Indovina di GameSpot ha criticato la mancanza di opzioni a giocatori singolo, sostenendo che "sembrano ripetitive molto velocemente... Se giocare a Nintendo Switch Sports con gli amici è un'esperienza divertente, giocare da solo sembra una depressa isolazione". Chris Plante di Polygon ha sostenuto che il gioco sia riuscito a catturare la gioia dell'originale Wii Sports, ma ha notato che i motion control sembrano "un passo indietro" rispetto a Resort.

### Vendite
Nintendo Switch Sports ha venduto 190.000 copie nella settimana di lancio in Giappone, arrivando in cima alle classifiche. Il videogioco è stato il più venduto anche nello UK, in Sud Corea e Tawain. Negli Stati Uniti, è arrivato 5° per il mese di aprile per le copie fisiche, diventando il secondo miglior nuovo videogioco del mese, dietro solo a LEGO Star Wars: La saga degli Skywalker.
Al 31 marzo 2025, Nintendo Switch Sports ha venduto un totale di 16,27 milioni di copie.

### Riconoscimenti
| Anno | Premio                          | Categoria                       | Risultato | Note   |
| ---- | ------------------------------- | ------------------------------- | --------- | ------ |
| 2022 | The Game Awards 2022            | Miglior videogioco per famiglie | Candidato | [ 39 ] |
| 2023 | 19° British Academy Games Award | British Game Award for Family   | Candidato | [ 40 ] |